# Max Huggler

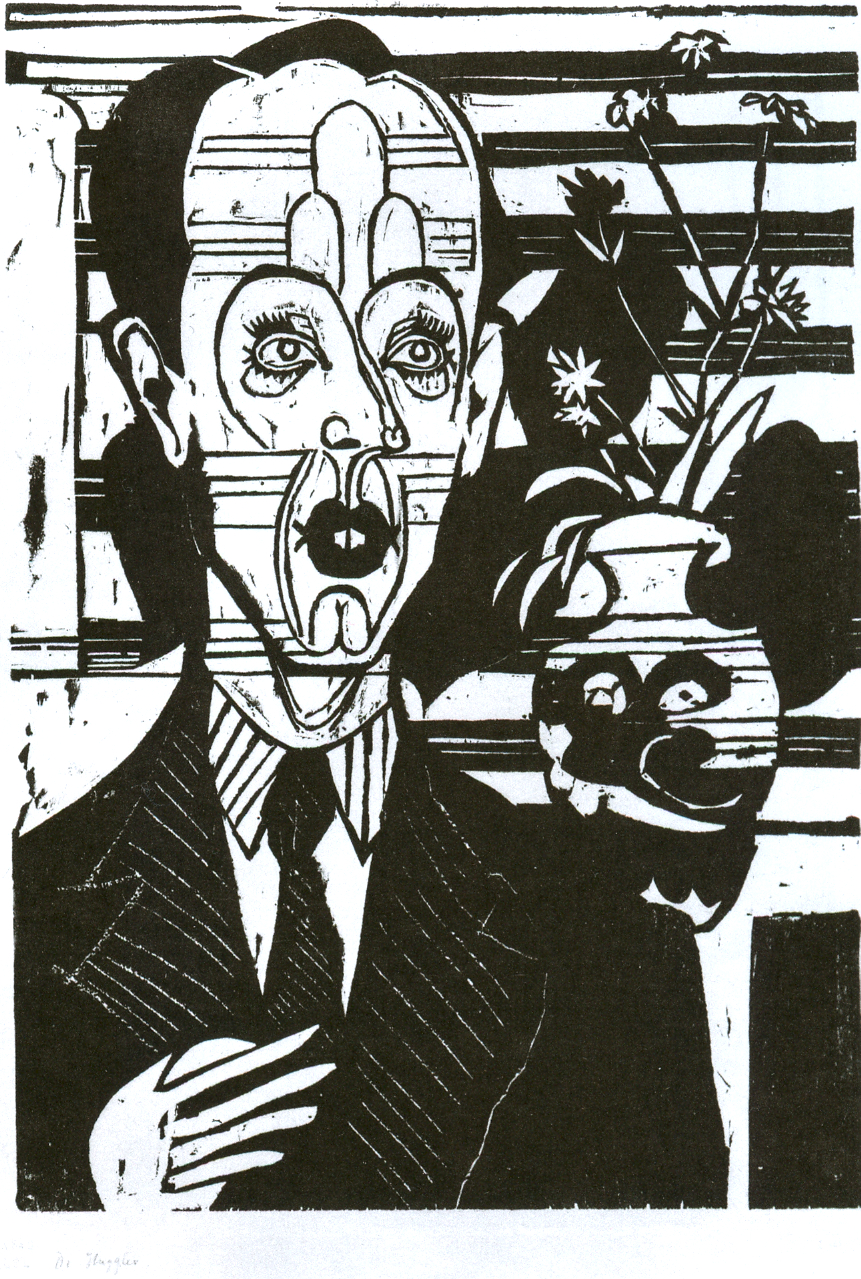
Porträt (1935) von Ernst Ludwig Kirchner

Max Huggler (* 12. Oktober 1903 in Bern; † 25. November 1994 in Berlin) war ein Schweizer Kunsthistoriker, Museumsdirektor und Universitätsprofessor.

## Leben
Max Huggler wurde als Sohn des Polizeiwachtmeisters Melchior Huggler in Bern geboren. Dort absolvierte er ein Studium der Evangelischen Theologie und Kunstgeschichte. Erste berufliche Tätigkeiten führten ihn nach Berlin. 1928 promovierte er bei Artur Weese in Bern. 1931 übernahm er die Leitung der Kunsthalle Bern, wo er auch die Hermann und Margrit Rupf-Stiftung betreute. Schon 1933 veranstaltete er dort eine grosse Ausstellung für Ernst Ludwig Kirchner. 1932 folgte ebenfalls in Bern die Habilitation in Kunstgeschichte über den Bilderkreis in den Handschriften der Alexander-Apokalypse. 1944 wechselte er in die Leitung des Kunstmuseums Bern, dem er bis 1965 vorstand. 1947 deponierte die Paul-Klee-Stiftung den Nachlass des Malers dort. 1946 wurde Huggler als Professor an die Universität Bern berufen, wo er als Extraordinarius bis 1973 Kunstgeschichte lehrte. Er war von 1945 bis 1950 Mitglied der Eidgenössischen Kunstkommission (EKK). Von 1949 bis 1955 war er Präsident des Schweizer Kunstvereins, ab 1952 des Verbandes der Schweizer Kunstmuseen und von 1960 bis 1966 des schweizerischen Komitees des Internationalen Museumsrats (ICOM).
Wohnsitze hatte er unter anderem in Sent, wo ihn mit dem jungen Künstler Not Vital eine Freundschaft verband, in Rom und in Poschiavo.
Die bedeutendsten Werke aus seiner privaten Sammlung hat er dem Kunstmuseum Bern vermacht. Rund 80 Werke der restlichen Sammlung, darunter Bilder von Cuno Amiet, Joseph Beuys, Max Böhlen, Eduardo Chillida, Sam Francis, Rolf Iseli, Ernst Ludwig Kirchner, Paul Klee, Joan Miró, Pablo Picasso, Mimmo Rotella, Mario Schifano und Mark Tobey wurden 2007 in Bern versteigert.

## Werke (Auswahl)
- Der Bilderkreis in den Handschriften der Alexander-Apokalypse. Habilitationsschrift. Universität Bern 1931. Antonianum, Rom 1934.
- Max Böhlen. Huber, Frauenfeld 1973, ISBN 3-7193-0466-3.
- Die Brunnen von Max Fueter in Bern. Stämpfli, Bern 1975, ISBN 3-7272-9317-9.
- zusammen mit Jean Bouret: Der Maler Werner Hartmann. Harlekin, Luzern 1979, ISBN 3-85725-001-1.

## Auszeichnungen
- 1994: Bundesverdienstkreuz 1. Klasse[3]

## Stiftungen
Die Professor Dr. Max Huggler Stiftung bestand vom 20. Dezember 1967 bis zur Löschung am 11. Mai 1998 in Bern.